# Decodon (peces)
Decodon es un género de peces de la familia de los Labridae y del orden de los Perciformes.

## Especies
De acuerdo con FishBase:
- Decodon grandisquamis (Smith, 1968)
- Decodon melasma Gomon, 1974
- Decodon pacificus (Kamohara, 1952)
- Decodon puellaris (Poey, 1860)